# Nyabwa (langue)
Pour les articles homonymes, voir Nyabwa.
Le nyabwa  est une langue krou parlée en Côte d'Ivoire, dont le nombre de locuteurs était estimé à 42 700 en 1993.

## Écriture
| a | b | bh | c  | d  | e | ɛ | f | g | gb | gw | i | ɩ | j | k | kp | kw |
| l | m | n  | ng | ny | o | ɔ | p | r | s  | t  | u | ʋ | v | w | y  | z  |

La nasalisation est indiquée avec le tilde sur la voyelle.
Les tons sont indiqués en précédent les syllabes de signes diacritiques :
- le ton très haut avec la double apostrophe ‹ ˮ › ;
- le ton haut avec l’apostrophe ‹ ʼ › ;
- le ton moyen n’a pas de diacritique ;
- le ton bas avec le trait ‹ ˗ ›.